# 南翔駅 (上海地下鉄)
座標: 北緯31度17分55秒 東経121度19分7秒 / 北緯31.29861度 東経121.31861度
南翔駅（なんしょうえき、中文表記: 南翔站）は中華人民共和国上海市嘉定区南翔鎮
に位置する上海軌道交通11号線の駅。

## 駅構造
- 可動式ホーム柵設置の高架駅。

## 駅出口
- 1号出口 - 中佳路北
- 2号出口 - 中佳路北、佳通路東

## 駅周辺
- 白鶴南翔寺 - 梁天監4年（505年）に建立された古刹。
- 古漪園 - 明代万暦年間に造園され、当時奇園と称された。乾隆11年（1746年）の大改築の際に古漪園と改名された。「漪」とは水が流れて光る様子を表す。明代の江南地方を代表する庭園である。
- 南翔饅頭店 - 南翔小籠包の店

## 歴史
- 2009年12月31日 - 開業。

## バス路線
- 南翔1路
- 南翔1路（区間）
- 南翔2路
- 嘉翔線

## 隣の駅
上海軌道交通
■11号線
桃浦新村駅 - 南翔駅 - 陳翔路駅（未開業） - 馬陸駅